# Béton à contenu recyclé
Le « Béton à contenu recyclé »  ou BCR est un matériau de construction contenant environ 30 % de rebuts industriels. Ces rebuts sont alors souvent dénommés MCS pour « matériaux cimentaires supplémentaires » ou parfois « matières premières secondaires »). 
Le BCR est plus couramment et simplement dénommé « béton ternaire ». Cette notion ne doit pas être confondue avec celle de béton recyclé.
La nature des composants ajoutés (et la recette utilisée) varient selon les fabricants. Les rebuts recyclés comme « ajouts cimentaires » ou « matériaux cimentaires » peuvent par exemple être brasques d'aluminerie, des cendres industrielles, des fumées de silice…). Il en va de même pour les quantités de déchets ainsi valorisés et utilisés en remplacement d'une partie du ciment. 
La part d’ajout cimentaire est généralement d'une trentaine de pourcents mais peut atteindre 80 % du produit final.

## Histoire
Ajouter au sable et au ciment un ou plusieurs matériaux « chimiquement compatibles » avec le ciment existe depuis l'Antiquité et sans doute depuis l'invention du ciment. 
Un béton à contenu recyclé tel qu'on en parle aujourd'hui (c'est-à-dire en tant que filière industrielle s'inscrivant dans l'économie circulaire) serait né d'une invention française de 1951, qui a industriellement émergé au début des années 1980, mais qui ne s'est développé à large échelle au sein de l'industrie du béton que bien plus tard (surtout à partir des années 2000 dans la perspective d'une Construction bas-carbone et de croissance verte, avec comme matériaux alternatifs des cendres volantes et de la fumée de silice). Plus récemment ont été développés, dont en France par la Guilde Sable vert, des granulats « végétaux » à base de ligneux ou autres végétaux, éventuellement issus de filières de recyclage). De nombreux efforts sont faits dans le monde pour intégrer dans le béton du sable ou des granulats issus de béton de démolition/déconstruction. Cette “Guilde du Sable Vert” est un groupe de travail créé au sein du secteur du BTP français sur le développement et déploiement de matériaux de construction innovants, dont « bétons végétaux » présentés comme réponse aux défis climatique, environnemental et socio-économique du secteur de la construction qui recherche des alternatives au sable de qualité béton (qui se raréfie) et aux granulats classiques qui ont une très mauvaise empreinte carbone et environnementale. Dans les années 2010, face à un besoin émergeant dans contexte encore caractérisé par « manque de réglementation claire et surtout le manque d’outils et méthodes de formulation adaptées et adaptables à l’utilisation des matériaux alternatifs », on commence à évoquer l'Intelligence artificielle pour la formulation de matériaux de construction à base de Sous-produits industriels (sujet qui a fait l'objet d'une thèse de doctorat à Université Lille 1 et à l'école des Mines de Douai).

## Utilisations
Le « béton ternaire » plus couramment dénommé « ternaire » est un matériau de construction de plus en plus utilisé, notamment en fond de couche routière ; pour divers types de fondations coulées ; pour la fabrication de dalles, etc.. Le béton est dit ternaire quand il contient 3 composants au lieu de 2 dans le béton binaire  (sable ou gravier + ciment)
Les professionnels parlent aussi de « béton quaternaire » quand un quatrième composant est ajouté en quantité significative (certains bétons quaternaires proposés pour de futurs barrages hydroélectriques pourraient avoir une durée de vie doublée selon leurs concepteurs (ex : Tagnit-Hamou cité par M. Tremblay) . 
Des ciments spéciaux ternaires (plus performants que les ciments classiques) ont récemment été utilisés pour des bâtiments de très grande hauteur.

## Le«béton de cendres»
Au début des années 1950, P. Fouilloux teste en France avec succès le remplacement d'une partie du clinker par des cendres volantes de charbon (l'un des résidus laissés par les centrales électriques au charbon, avec les mâchefers). 

Le béton additionné de cendre se montre plus résistant aux sulfates et moins perméable (et donc moins percolant, moins sensible à la lixiviation). La cendre diminue en outre la teneur en eau nécessaire au mélange. On continue à chercher à comprendre et améliorer le béton de cendre. Selon Siddique & Noumowé (2006) le remplacement du sable par des cendres de classe F à hauteur de 35 %, 45 % et 55 % en masse améliore la résistance à la compression (de 25 à 41 %), la résistance à la traction par fendage (de 12 à 21 %), la résistance à la flexion (de 14 à 17 %) et le module d'élasticité (de 18 à 23 %) et sa résistance à l'abrasion. Dans ces proportions, plus le taux de cendre est élevé, plus le béton est amélioré mais la cendre peut aggraver le phénomène de retrait (« après 72 heures, le béton de cendres volantes a perdu environ 25 % de poids de plus que le béton sans cendres volantes »), ce phénomène peut être limité en conservant le béton en situation humide les premiers jours de prise.
Or il se trouve que la cendre volante reste au début du XXe siècle l’un des déchets et des matériaux anthropiques les plus complexes et abondants sur la planète. S'en débarrasser dans le béton présente donc de nombreux avantages. 

## «Matériaux cimentaires supplémentaires» (MCS)
Ces matériaux sont par exemple des cendres volantes d'origine industrielle ; du laitier en granulé ou en poudre provenant de haut-fourneau, des cendres de balles de riz ou encore de la fumée de silice, ou des déchets de verre broyés en poudre de verre, (qui présentent d'intéressantes propriétés pouzzolaniques, et renforcent le béton, sans être polluants comme le sont les cendres volantes). En 2000 rien qu’au Québec ce sont environ 90 000 tonnes de verre qui ont été récupérées, dont presque 40 000 étaient de type « mixte » (un peu plus difficile à recycler).  
Tous ces matériaux peuvent partiellement remplacer le clinker. 
Le contenu ajouté est présenté en pourcentage de la masse totale (ex : ciment dit « quaternaire » composé de 65 % de clinker, de 5 % de gypse (qui contrôle de la prise) 15 % de laitier, 10 % de cendres volantes et 5 % de fumée de silice.
Des granulats issus de bétons recyclés peuvent eux-mêmes être utilisés comme « matériaux cimentaires ». Des déchets de verre peuvent être également intégrés pour la production de bétons fibrés ultra performants (BFUP). La recherche universitaire explore de nombreuses pistes d'intégration d'autres matériaux, par exemple d'intégration de scories dites lithinifères, contenant assez de lithium pour inhiber la réaction alcali-silice (RAS) ou de particules de plastiques issues de bouteilles de PET provenant du tri des déchets et finement broyées en remplacement d'une partie du sable. En complément des fondants routiers, des millions de tonnes d’abrasifs routiers sont épandus dans les pays tempérés et froids chaque hiver (en grande quantité au Québec) pour la sécurité routière, leur performance se dégrade assez rapidement en s'usant sous l'effet du trafic routier et ils finissent par contribuer à la pollution routière et aux sédiments anthropiques qu'il faut gérer dans le bassin versant... mais ils conservent des propriétés mécaniques permettant de les classer dans la catégorie 1 des matériaux fins de la norme NQ 2560-11/2002 du Bureau de normalisation du Québec (BNQ). Une réflexion est engagée pour leur récupération et réutilisation,, par exemple en les incluant dans les enrobés (testé avec succès) ou en en faisant un substitut cimentaire.

## Intérêt et limites environnementales
Dans le contexte de la transition énergétique et de l'anthropocène qui justifient une évolution vers une économie bas-carbone et circulaire, le « béton ternaire » est présenté par ses fabricants comme plus environnemental, pour deux raisons : 
1. Il contribue à valoriser en tant que ressource des produits antérieurement éliminés comme déchet industriel[2] (de l'industrie métallurgique notamment, dont l'essentiel du laitier est depuis plusieurs décennies vendu sous forme de matériaux d'empierrement et/ou destiné à la production de mélange ternaire pour les cimenteries[29]). 
Le ciment peut « inerter » durant des décennies voire durant des siècles ou milliers d’années certaines métaux et produits toxiques ; ainsi M. Sow nomme en 2016 écociment des ciments à contenus recyclés[30] au risque d'entretenir une confusion entre l'écologie qui est la science du Vivant et le réusage de sous-produits et rebuts industriels (glissement sémantique que d'aucuns rapprocheraient du greenwashing). 
Les matériaux ainsi ajoutés au ciment ne sont pas inertes et n'ont donc pas qu'un rôle de charge ; ceci implique qu'ils doivent être sélectionnés et contrôlés avec soin pour éviter d’intégrer dans le béton des produits indésirables, comme par exemple des inhibiteurs de prise, des substances radioactives, des molécules incompatibles avec la durabilité du ciment, qui pourraient réagir négativement avec le chlore de l'eau de mer ou certaines polluants de l'air et/ou qui pourraient ensuite facilement migrer hors de la matrice que constitue pour eux le béton et polluer l’environnement.
2. C’est un moyen de diminuer l'empreinte carbone du secteur cimentier (en effet chaque tonne de ciment produite émet environ une tonne de gaz à effet de serre pour sa production ; le secteur cimentier est l’un des plus gros contributeurs mondiaux aux émissions de gaz à effet de serre)[2]. « Si 30 % du ciment utilisé dans la production du béton était remplacé par des ajouts cimentaires, la courbe actuelle d’augmentation des émissions de CO2 provenant de la production de ciment pourrait être inversée »[2]. Ce béton étant réputé plus durable il devrait nécessiter moins d'entretien et avoir une durée de vie allongée.

## Intérêt économique
Intégrer des déchets disponibles en grande quantité dans les pays ou régions industrielles est aussi pour les cimenteries un moyen de réduire leurs coûts d’approvisionnement en matières premières (en particulier en pouzzolanes naturelles (d’origine volcaniques) . À titre d'exemple l'intégration de laitier broyé à la place du clinker dans le ciment a été une source considérable d'économies pour les cimentiers (70 F de moins par tonne que le clinker au milieu des années 1970 , alors que la crise pétrolière avait fait grimper les prix des carburants pétroliers).
Depuis la fin du XXe siècle le secteur cimentier, moyennant certaines adaptations techniques des fours et systèmes d’alimentation en combustible, a aussi entamé un processus de substitution d’une partie des combustibles fossiles nécessaire au fonctionnement de ces fours par des CSR (combustibles solides résiduels) qui sont aussi des déchets (transformés en ressources énergétique).
Théoriquement, grâce à une réduction des coûts pour le cimentiers (les industriels peuvent payer pour se débarrasser de sous-produits encombrants, ou les fournir gratuitement) les coûts de construction devraient être réduits. Dans les faits certains bétons ternaires peuvent être vendus plus cher que le ciment classique.
Enfin la qualité de certains bétons ternaires a bénéficié à l'économie du BTP (qui doit aussi faire face à la concurrence des écomatériaux biosourcés). Ces bétons riches en matériaux recyclés améliore en outre l'image du secteur cimentier.

## Qualité, résistance des bétons  «à contenu recyclé»
Quand ses composants sont judicieusement choisis et associés et qu’il est correctement mis en œuvre, le « béton à contenu recyclé » peut surclasser les bétons « classiques », tant en termes de résistance, que de perméabilité et durabilité dans le temps. Ainsi a-t-on pu produire des béons résistant mieux aux agressions chimiques externes tels qu'embruns marins et chlorures provenant des sels fondants épandus sur les routes en hiver (qui quand ils percolent dans le béton y corrodent son armature métallique). Ces bétons sont par ailleurs plus résistants, et donc très appréciés pour les ouvrages dont la résistance doit durer (chaussées, ponts, tunnels, viaducs, barrages et plates-formes pétrolières).
La surface spécifique du ciment est modifiée par les produits ajoutés ce qui peut modifier certaines de ses  propriétés face aux colles, résines, peintures, etc. 
Des ciments techniques spéciaux (et notamment des bétons ternaires) ont été mis sur le marché, comme par exemple les CPMF dans les années 1960-1970, qui sont notamment coulé dans le sous-sol pour étancher des forages traversant des nappes, mais jugés néanmoins de qualité « moyenne » pour des usages dans l’industrie nucléaire. (CPMF signifie « Ciments pouzzolano-métallurgique Fouilloux »,notés 1 ou 2 selon qu'ils contiennent du laitier ou des cendres volantes)